# Villamaría
Villamaría est une municipalité située dans le département de Caldas, en Colombie.